# Редвиц ан дер Родах
Редвиц ан дер Родах (њем. Redwitz an der Rodach) општина је у њемачкој савезној држави Баварска. Једно је од 11 општинских средишта округа Лихтенфелс. Према процјени из 2010. у општини је живјело 3.388 становника. Посједује регионалну шифру (AGS) 9478155.

## Географски и демографски подаци
Редвиц ан дер Родах се налази у савезној држави Баварска у округу Лихтенфелс. Општина се налази на надморској висини од 291 метра. Површина општине износи 14,7 km². У самом мјесту је, према процјени из 2010. године, живјело 3.388 становника. Просјечна густина становништва износи 231 становника/km².